# Point game
Point game – gra lub zabawa stosowana na teambuildingach i innych eventach, które mają na celu odwrócenie uwagi uczestnika poprzez nakierowanie go na mechaniczne wykonywanie jakieś czynności. Uczestnik wykonując narzuconą czynność, skupia się na niej bardzo mocno (obiera ją jako kierunek, jako „point”) i w tym czasie dużo łatwiej jest „przemycić” właściwy cel gry, zabawy czy ćwiczenia, który rozgrywa się jakby jednocześnie, ale jest na dalszym, czasami nieuświadomionym planie.